# Set za ronjenje
Set za ronjenje ili scuba set je svaki aparat za disanje koji u potpunosti nosi podvodni ronilac i koji roniocu pruža gas za disanje pod pritiskom okoline. Scuba je akronim za samostalni podvodni aparat za disanje (engl. self-contained underwater breathing apparatus). Iako strogo gledano, set za ronjenje je samo ronilačka oprema koja je potrebna za isporuku ronilačkog gasa za disanje, opšta upotreba obuhvata remenove kojima se nosi i one dodatke koji su integralni delovi sklopa remenskog svežnja i uređaja za disanje, kao što su kompenzator plutanja u jakni ili krilu, i instrumenti montirani u kombinovanom kućištu sa manometrom. U širem smislu termin se koristi za označavanje bilo koje ronilačke opreme koju koristi ronilac, mada se to češće i tačnije naziva scuba opremom ili opremom za ronjenje. Scuba je daleko najzastupljeniji sistem za podvodno disanje koji koriste rekreativni ronioci, a koristi se i u profesionalnom ronjenju kada obično oruža prednosti mobilnost i dometa, u odnosu na sisteme ronjenja uz snabdevanje sa površine, i dopušteno je relevantnim kodeksom prakse.
Dva osnovna funkcionalna sistema ronjenja su u opštoj upotrebi: disanje otvorenog kruga, i ponovljeno udisanje. U ronjenju sa otvorenim krugom, ronilac izduva vazduh u okolinu i neophodno je da mu svaki dah na zahtev isporučuje regulator ronjenja, koji redukuje pritisak iz skladišnog rezervoara. Vazduh za disanje se isporučuje kroz ventil po zahtevu kada ronilac smanji pritisak u ventilu za vreme disanja.
U sistemima za ponovno udisanje vazduha, sistem reciklira izdahnuti gas, uklanja ugljen dioksid i nadoknađuje iskorišćeni kiseonik pre nego što se ronilocu dostavi gas iz kruga disanja. Količina izgubljenog gasa iz kruga tokom svakog ciklusa disanja zavisi od dizajna aparata i promene dubine tokom ciklusa disanja. Gas u krugu za disanje je pod pritiskom okoline, a uskladišteni gas se obezbeđuje preko regulatora ili brizgaljki, u zavisnosti od dizajna.
Unutar ovih sistema mogu se koristiti različite montažne konfiguracije za nošenje skuba seta, zavisno od primene i preferencija. Tu spadaju stražnji nosač, koji se uglavnom koristi za rekreativno ronjenje i za rezervne setove pri ronjenju sa površinskim napajanjem, bočni nosač, koji je popularan za uske pećinske penetracije, remeni držač, koristi se za setove sa postepenim odbacivanjem, dekompresijski gas i set za spašavanje, u kojima je glavni dovod gasa montiran nazad, i različiti nestandardni sistemi za nošenje za posebne okolnosti.
Najneposredniji rizik povezan sa skuba ronjenjem je utapanje zbog kvara u dovodu gasa za disanje. Ovim se može upravljati marljivim nadgledanjem preostalog gasa, adekvatnim planiranjem i obezbeđivanjem hitnog snabdevanja gasom koji ronioc nosi u rezervoaru za spasavanje ili ga priža partner ronioca.

## Etimologija
Reč SCUBA skovao je 1952. godine major Кristiјan Lambertsen koji je služio u Medicinskom korpusu SAD od 1944. do 1946. kao lekar. Lambertsen je prvo nazvao aparat za respiraciju zatvorenog kruga koji je izumеo „Laru” (akronim za Lambertsen Amphibious Respiratory Unit), ali je 1952. zamenio termin „Laru” akronimom „SCUBA” (engl. Self-Contained Underwater Breathing Apparatus, sa značenjem „samostalni podvodni aparat za disanje”). Lambertsenov pronalazak, za koji je imao nekoliko registrovanih patenata od 1940. do 1989. godine, bio je aparat za ponovno udisanje i razlikuje se od regulatora ronjenja otvorenog kruga i sklopova ronilačkog cilindra koji se takođe nazivaju skuba.
Ronjenje sa otvorenim krugom je pronalazak francuza Emila Gagnoa i Žaka Kustoa iz 1943. godine, ali je na engleskom jeziku Lambertsenov akronim postao uobičajen i ime akva-pluća koje je skovao Kusto za upotrebu na engleskom govornom području prešlo je u sekundarnu upotrebu. Kao i kod radara, akronim skuba postao je toliko ustaljen da se uglavnom ne piše velikim slovima i tretira se kao obična imenica. Na primer, preveden je na velški jezik kao sgwba.
„SCUBA” je u početku bio akronim, ali se termin skuba u današnje vreme koristi za označavanje aparata ili prakse ronjenja pomoću aparata, bilo samostalno kao zajednička imenica, bilo kao pridev u skuba setu i skuba ronjenjenju, respektivno. Takođe se koristi i kao pridjev koji se odnosi na opremu ili aktivnosti vezane za ronjenje pomoću samostalnog aparata za disanje.

## Primene
Ronilac koristi samostalni podvodni aparat za disanje (ronjenje) pod vodom. Skuba roniocu pruža prednosti mobilnosti i vodoravnog dometa daleko izvan dosega pupčanog creva pričvršćenog za ronilačku opremu koja se snabdeva sa površine (SSDE).
Za razliku od drugih načina ronjenja, koji se oslanjaju na zadržavanje daha ili na disanje snabdeveno pod pritiskom s površine, skuba ronioci nose svoj sopstveni izvor gasa za disanje, obično filtriranog komprimovanog vazduha, što im omogućava veću slobodu pokreta nego kod vazdušne linije ili ronilačke pupčane vrpce i veću podvodnu izdržljivost od zadržavanja daha. Skuba ronjenje se može izvoditi rekreativno ili profesionalno u brojnim vidovima primene, uključujući naučne, vojne i javno bezbednosne uloge, mada se većina komercijalnog ronjenja obavlja koristeći ronilačku opremu sa isporukom gasa sa površine, kada je to izvodivo. Roniocima sa površinskom isporukom gasa može da bude neophodno da nose skuba opremu kao rezervni izvor gasa za disanje u vanrednim slučajevima kako bi se osigurali u slučaju da dođe do prekida površinskog snabdevanja.
Postoje ronioci koji rade, s punim ili pola radnog vremena, u rekreativnoj ronilačkoj zajednici kao instruktori, pomoćni instruktori i vodiči ronjenja. U nekim nadležnostima profesionalna priroda, sa posebnim osvrtom na odgovornost za zdravlje i bezbednost klijenata, podučavanje rekreativnih ronilaca, ronilačko predvođenje za nagradu i vođenje ronjenja, priznato je i regulisano nacionalnim zakonodavstvom.
Ostala specijalna područja ronjenja uključuju vojno ronjenje, sa dugom istorijom u različitim ulogama. Njihove uloge uključuju direktnu borbu, infiltraciju iza neprijateljskih linija, postavljanje mina ili korišćenje torpeda s posadom, odstranjivanje bombi ili inženjerske operacije. U civilnim operacijama, mnoge policijske službe imaju policijske ronilačke timove kako bi se izvodile operacije „potrage i oporavka” ili „potrage i spasavanja”. Ti timovi pomažu u otkrivanju zločina koji mogu uključivati vodene mase. U nekim slučajevima, spasilački ronilački timovi mogu takođe biti deo vatrogasne službe, paramedicinske službe ili službe za spašavanje, i mogu biti klasifikovani kao ronjenje u javnim službama.
Postoje i profesionalni ronioci koji se bave podvodnim okruženjem, poput podvodnih fotografa ili podvodnih video snimatelja, koji dokumentuju podvodni svet ili naučno ronjenje, uključujući morsku biologiju, geologiju, hidrologiju, oceanografiju i podvodnu arheologiju.
Izbor između skube i površinske ronilačke opreme zasnovan je na zakonskim i logističkim ograničenjima. Tamo gde je ronilocu neophodna mobilnost i veliki raspon pokreta, skuba je obično preferentan izbor, ako bezbednost i zakonska ograničenja to dozvoljavaju. Radovi većeg rizika, posebno u komercijalnom ronjenju, mogu biti ograničeni na površinsku opremu propisima i kodeksima prakse.

## Literatura
- Davis, Robert H. (1955). Deep Diving and Submarine Operations (6th изд.). Tolworth, Surbiton, Surrey: Siebe Gorman & Company Ltd.
- Cousteau J.Y. (1953) Le Monde du Silence, translated as The Silent World, National Geographic. 2004.  978-0792267966.
- Ellerby D.. The Diving Manual, British Sub-Aqua Club (BSAC) 2002.  9780953891924.
- Dive Leading, BSAC  9780953891948.
- The Club 1953–2003, BSAC  9780953891955.
- Adolfson, John; Berghage, Thomas (1974). Perception and Performance Under Water. Hoboken, New Jersey: John Wiley & Sons. ISBN 978-0471009009.
- Barsky, Steven M.; Long, Dick; Stinton, Bob (2006). Dry Suit Diving: A Guide to Diving Dry. Ventura, Calif.: Hammerhead Press. ISBN 978-0967430560. Приступљено 8. 3. 2009.
- Roberts, Fred M. (1963). Basic Scuba: Self contained underwater breathing apparatus: Its operation, maintenance and use (2nd изд.). New York: Van Nostrand Reinholdt.
- Bennett, Q. M. (jun 2008). „New thoughts on the correction of presbyopia for divers”. Diving Hyperb Med. 38 (2). PMID 22692711. Архивирано из оригинала 25. 05. 2013. г. Приступљено 19. 4. 2013.
- Blumenberg, Michael A. (1996). Human Factors in Diving. Berkeley, California: Marine Technology & Management Group, University of California. Архивирано из оригинала 21. 04. 2016. г. Приступљено 6. 11. 2016.
- BSAC members (2015). „Depth limits (Air diving)”. BSAC Safe Diving. BSAC.
- Butler, F. K. (2004). „Closed-circuit oxygen diving in the U.S. Navy”. Journal of Undersea and Hyperbaric Medicine. Bethesda, Maryland: Undersea and Hyperbaric Medicine Society. 31 (1). PMID 15233156. Архивирано из оригинала 13. 05. 2010. г. Приступљено 25. 4. 2008.
- Byron, Tom (8. 4. 2014). History of Spearfishing and Scuba Diving in Australia: The First 80 Years – 1917 to 1997. Xlibris Corporation. ISBN 978-1493136704. Приступљено 20. 9. 2016.
- Camporesi, Enrico M. (2007). „The Atlantis Series and Other Deep Dives.”. In: Moon RE, Piantadosi CA, Camporesi EM (eds.). Dr. Peter Bennett Symposium Proceedings. Held May 1, 2004. Durham, N.C. Divers Alert Network. Архивирано из оригинала 27. 07. 2011. г. Приступљено 16. 11. 2011.
- Citelli, Joe (avgust 2008). „24: The practical aspects of deep wreck diving”.  Ур.: Mount, Tom; Dituri, Joseph. Exploration and Mixed Gas Diving Encyclopedia (1st изд.). Miami Shores, Florida: International Association of Nitrox Divers. ISBN 978-0-915539-10-9.
- Staff (oktobar 2007). Class IV Training Standard (Revision 5 изд.). South African Department of Labour.

## Spoljašnje veze
- www.divingmachines.com – Vintage aqualungs including three-cylinder types